# Стрелка весенняя
Стре́лка весенняя, или стрелка полулунная, или стрелка серповидная (лат. Coenagrion lunulatum) — вид стрекоз семейства Стрелки (Coenagrionidae).

## Распространение
Обычный таёжный вид. Встречается в средней и северной Европе, в Закавказье и Сибири и на Дальнем Востоке; Казахстан.

## Описание
Длина 30-33 мм, брюшко 23-26 мм, заднее крыло 16-19 мм. Голова широкая, сверху вдвое шире своей длины. Полосы на брюшке по бокам отсутствуют. Крылья прозрачные. Птеростигма узкая, одноцветная. Задний край переднеспинки по своей середине вытянут назад. Его цвет чёрный, посередине с почти прямоугольным выступом. Ноги чёрные или тёмно-серые.
У самца цвет тела голубой, иногда снизу зеленоватый, с чёрным рисунком. Задний край переднеспинки треугольный, чёрного цвета. Чёрное пятно, расположенное на 3-5-м тергитах брюшка занимает более 2/3 длины. Затылочные пятна без поперечной светлой линии между ними, изолированные друг от друга. Глаза и вся передняя часть головы зелёного или желтовато-зелёного цвета. Птеростигма прямоугольной формы.
У самки цвет тела голубовато-зелёный или зеленовато-жёлтый. Чёрный рисунок на брюшке более выраженный и более интенсивный чем у самца. Задний край переднеспинки глубоко трёхлопастный.

## Биология
Лет: середина мая — конец июня (июля).
Предпочитает густозаросшие либо болотистые водоёмы стоячего типа, травяные болота, прибрежные участки крупных озёр, а также речные заводи. Личинки в непроточных водоёмах, от луж до прудов. Яйца откладываются самками в черешки листьев и торчащие из воды части стебля манника, рдеста и др. При откладке яиц самец сопровождает самку. Нимфа желтовато-зелёная или зеленоватая, длиной около 25 мм.